# 남장

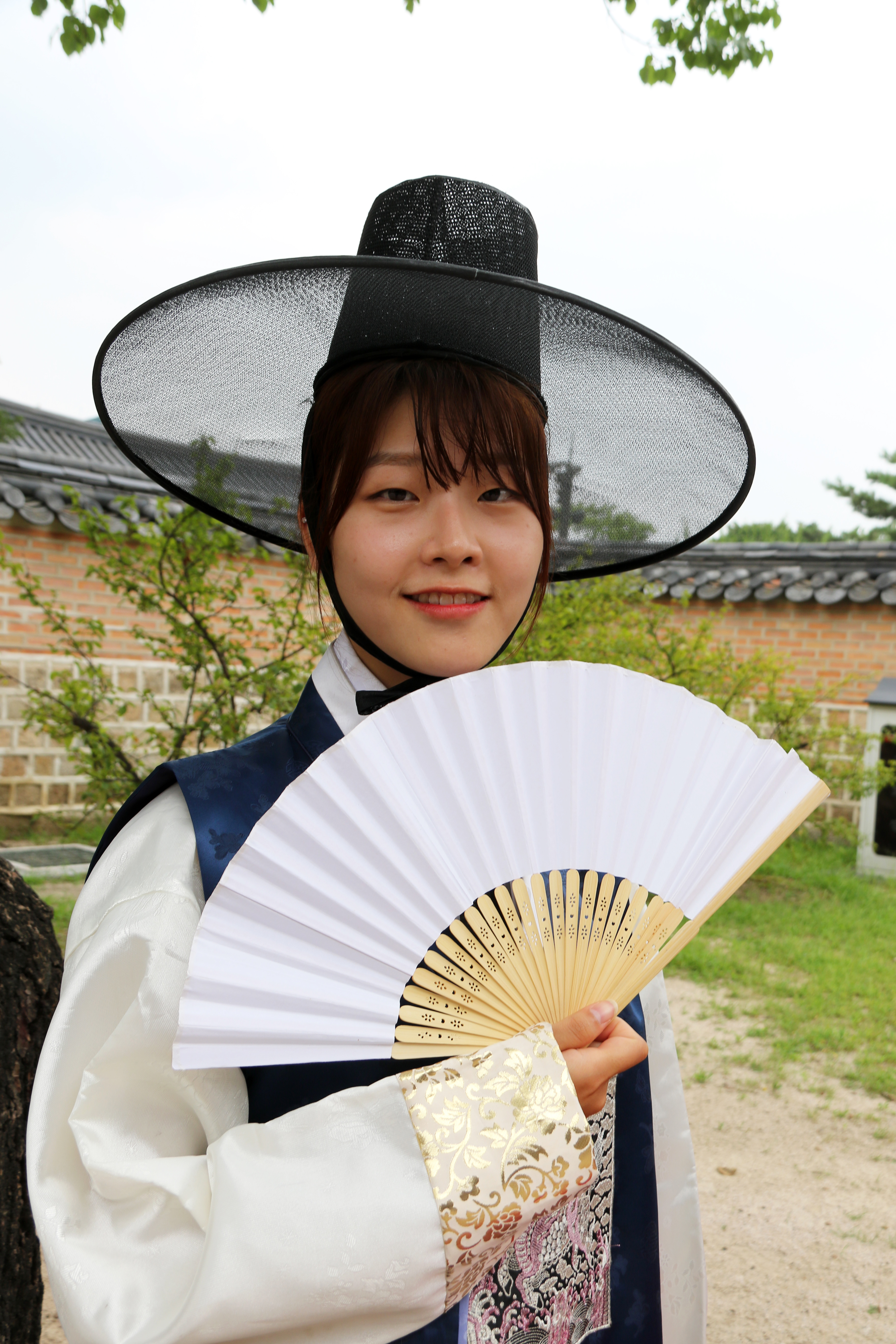

남장(男裝)은 여자가 남성의 복장으로 꾸미는 행위를 말한다.

## 남장의 목적
다음과 같은 경우로 분류된다.
- 예술적인 목적에서 남장을 하는 경우이다. 이 경우가 가장 흔하며, 크로스드레싱의 범주에 속한다.
  - 혼성 합창에서 남자의 수가 부족하거나 현대 연극에서 남자 역을 맡을 남자들이 턱없이 부족한 경우, 여자 배우들이나 알토들이 부족한 남자의 수를 메꾸기 위해 남자 한복이나 양복등으로 남장하는 경우도 있다.
- 드물게는 성욕을 충족시키기 위한 경우도 있다.
- 남존여비 사상이 강했던 과거에는 자신을 남자로 속이거나 페미니스트들의 퍼포먼스 수단으로 활용되기도 했다.
  - 대표적인 예로, 남장 여성 정치인으로 유명한 대한민국의 전 국회의원 김옥선이 있다.

## 문학 속의 남장
윌리엄 셰익스피어는 희극속에 많은 남장여자를 등장 시켰다. 그 예로 베니스의 상인의 포셔나 십이야의 바이올라가 있다.

## 같이 보기
- 여장
- 크로스드레싱
- 코스프레